# Якуб Шакир-Али
Якуб Шакир-Али (на кримскотатарски: Yaqub Şakir-Ali) е кримскотатарски писател и поет.

## Биография и творчество
Якуб Шакир-Али е роден през 1890 г. в Бахчисарай, Таврическа губерния, Руска империя, в семейството на дребен търговец. Основното и средното си образование получава в Бахчисарай.
През 1905 г. става словослагател в печатницата на вестник „Терджиман“, където за първи път започва да публикува своите произведения. От 1916 г. работи като учител в различни райони на Крим. Подкрепя революционните промени в Руската империя. Пътува до Турция и Казан за установяване на контакти с местната интелигенция.
Автор е на произведенията „Окъу, яз“ („Чети, пиши“, 1915), „Мектеп ве миллий тиль“ („Училище и народен език“, 1916), както и на стихотворенията „Къыш“ („Зима“, 1914), „Танъ“ („Зора“, 1917), „Денъиз иле ель“ („Море и вятър“, 1917). През 1917 г. Бахчисарайското учителско дружество издава стихосбирката му „Дуйгъуларым“ („Моите чувства“). В произведенията си Якуб Шакир-Али с голямо умение разобличава пиянството, разврата и празнословието. Произведенията му са свързани с темата за природата и се отличават с дълбочината и остротата на чувствата. В тях той отразява идеите на просвещението и възхвалява темата за работническата класа.
Като общественик критикува консервативните основи в образованието на кримските татари.
Якуб Шакир-Али умира през 1930 г. в СССР.